# Yamaha YZ85
Yamaha YZ85 är en motocrossmotorcykel. YZ85 har en tvåtaktsmotor på 84,7 cm3 med en uppskattad effekt på ca30 hästkrafter[källa behövs] och har 6-stegs växellåda. Bränsletillförseln sköts genom en 38 mm förgasare från Keihin. Motorcykeln har en mycket låg vikt i förhållande till motoreffekten, den väger 73kg (lw) när den är fulltankad. Med YZ85 tävlar man i 85/150cc klassen.